# Max Viinioksa
Max Viinioksa   (Hèlsinki, 27 d'octubre de 1905 - Hèlsinki, 1 de febrer de 1977) fou un futbolista i jugador d'hoquei sobre gel finlandès de les dècades de 1920 i 1930, i àrbitre.
Fou 50 cops internacional amb la selecció finlandesa. Pel que fa a clubs, destacà a HJK i HPS.